# 独島ヘリポート
独島ヘリポート（トクトヘリポート、朝: 독도헬기장）は、韓国が実効支配している竹島に所在するヘリポートである。

## 概要
独島ヘリポートは竹島の女島に位置し、主に韓国の警察庁、山林庁、消防庁及び慶尚北道など地方自治体所属ヘリが使用する。「（韓国の）外国籍の航空機が竹島に上陸した先例はないが、船舶遭難などの非常時には離着陸することができる」としている。
2008年10月14日、韓国政府は国際民間航空機関よりICAO空港コード「RKDD」を取得したと発表した。これについて「韓国による竹島の領有を裏付けるものでは無い」としつつ、「領土問題が継続している中、早めに登録しておいたほうが良いとの判断で申請した」としている。